# Anatasa
L'anatasa és un mineral de la classe dels òxids que rep el seu nom del grec anatasis (estirat). Correspon a la forma de cristal·lització octaèdrica de l'òxid de titani(IV) o diòxid de titani (TiO₂), motiu pel qual també és coneguda com a octaedrita. És una de les cinc maneres en què es pot trobar aquest òxid. És un mineral polimorf de l'akaogiïta, la brookita, el rútil i la riesita.

## Propietats
L'anatasa pot tenir colors molt variats, que van des del marró groguenc fins a l'anyil i negre. La seva ratlla és clara, de color blanc o blanc-groguenc. Com a principals impureses pot contenir ferro, estany, vanadi i niobi. És insoluble en àcids, per la qual cosa es pot netejar amb àcids diluïts. És infusible i quan s'escalfa per sobre de 915 °C es transforma en rútil (una altra forma mineral de TiO₂), el que comporta un augment de la seva densitat fins a 4,1 g/cm³.

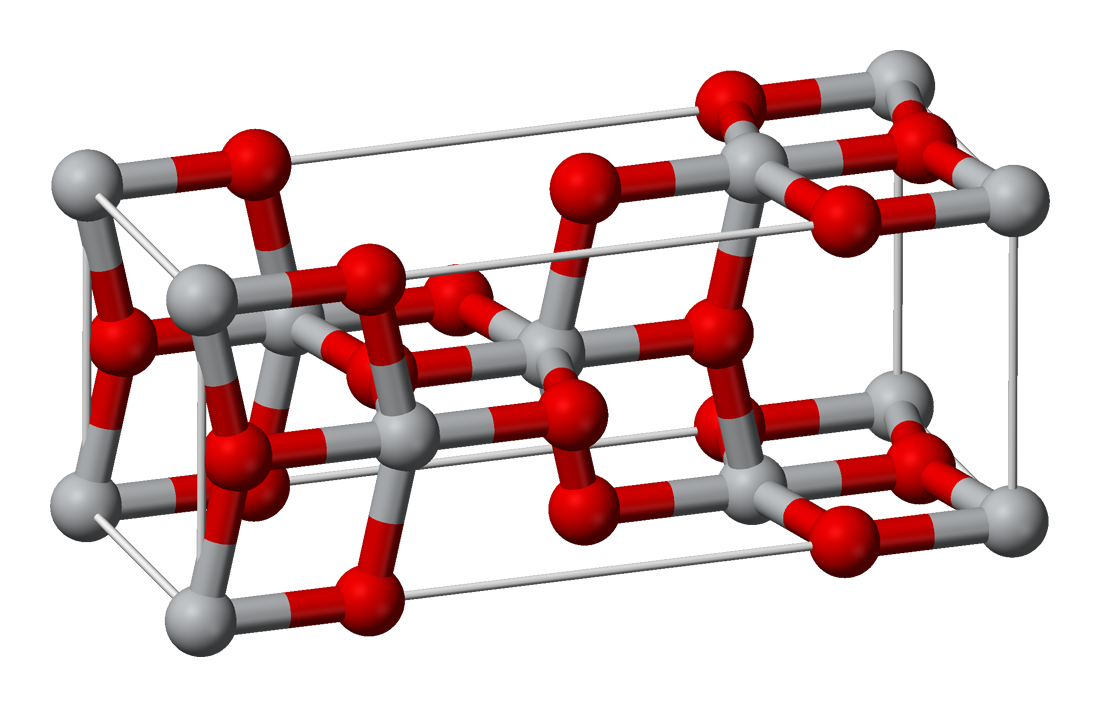
Estructura cristal·lina de l'anatasa

Cristal·litza en el sistema tetragonal. Encara que el grau de simetria sigui el mateix que pel rútil, no hi ha cap relació entre els angles interfacials dels dos minerals, excepte a la zona del prisma. La piràmide habitual de l'anatasa, paral·lela a les cares que tenen exfoliació perfecta, presenta un angle sobre la vora polar de 82° 9′, molt més gran que el corresponent angle del rútil (56° 52½'). L'anatasa presenta dos tipus d'hàbits cristal·lins. El més comú consisteix en dobles piràmides agudes simples i brillantor acerada. El segon tipus es caracteritza per l'existència de nombroses cares piramidals, acostumant a ser més planes i de vegades prismàtiques. Aquests cristalls tenen un aspecte molt similar als de xenotima i, de fet, durant molt de temps es va pensar que pertanyien a aquesta espècie.

## Formació i jaciments
En general l'anatasa és un mineral secundari, provinent d'altres minerals portadors de titani. Es pot trobar en filons alpins, en roques ígnies i metamòrfiques, així com en pegmatites. De la mateixa manera, és un mineral detrític comú. Entre els principals jaciments cal destacar els existents als Alps, a la vall de Binn (Suïssa) i en el Rauris (Àustria). També hi ha diversos dipòsits en l'estat de Mines Gerais (Brasil). Els cristalls similars als de la xenotima abunden a Bourg-d'Oisans (Rhône-Alpes, França), jaciment tipus de l'anatasa, on es troben associats a cristall de roca, feldespat i axinita en esquerdes de granits i miques-esquistos.
Als territoris de parla catalana se n'ha trobar a la província de Lleida, concretament a les localitats deVielha e Mijaran (Vall d'Aran), Espot (Pallars Sobirà) i, més recentment, a Arsèguel (Alt Urgell). També a Catalunya se'n troba a Sant Jaume d'Enveja (Montsià, Tarragona). A la Catalunya Nord trobem anatasa a Corneilla-la-Rivière, a Port-Barcarès (Le Barcarès), a Saint-Féliu-d'Avall, a Santa Maria la Mar i a Torrelles de la Salanca.